# 호쿠신 급행 전철 7000계 전동차
호쿠신 급행 전철 7000계 전동차(일본어: 北神急行電鉄7000系電車)는 1987년부터 1989년까지 도입된 호쿠신 급행 전철 호쿠신 선의 전동차이다.
이 차량은 호쿠신 급행 전철 호쿠신 선, 고베 시영 지하철 세이신·야마테 선 운행에 투입할 목적으로 제작되었다. 전 편성이 가와사키 중공업에서 제조되었다.

## 개요
1988년(쇼와 63년)의 키타신선 개업에 맞추어 전년의 1987년부터 제조되었다[1]. 고베 시영 지하철 니시진・야마노테선의 규격에 맞춘 알루미늄 합금제 19m3 도어 차체로, 창 배치나 편성의 구성도 동일하다[1].
제조는 가와사키 중공업으로, 치수나 성능, 운전 관계의 기기 배치는 고베시 교통국의 1000형에 준하면서, 신기술의 도입이 실시되었다[3]. 다음 1988년에 투입한 2000형과의 비교에서는 전조등과 꼬리등의 배치, 냉방장치의 외세의 형상, 전면스텝의 유무 등의 차이가 있다.
방송 장치는 차내·차외에 스피커가 설치되고, 차외 스피커는 냉방 장치의 키세 내에 설치되었다[9]. 당초부터 키타신선에서 원맨 운전을 위해 자동방송에 대응하고 있으며, 2012년 7월 1일부터는 니시진・야마노테선에서도 자동방송이 진행되고 있다.
키타신선 개업 당시, 타니가미역에 인접한 타니가미 SH빌딩 내에 존재했던 미니 박물관 '토라후 쿠쿠푸라자'에 본 계열의 실물 대차체 복제본이 전시되어 있었다. 운전 시뮬레이션도 병설되어 산노미야-야가미간도 일부 영상을 단축하면서 체험할 수 있게 되었지만, 이 시설은 이미 폐관되어 차체 복제도 현존하지 않는다.

## 개조 공사
2005년(헤세이 17년) 10월 이후, 차체 재도장시에, 측면 창상에 영자 로고 「Hokushinkyuko Railway」가 표기되게 되었다. 2006년(헤세이 18년) 10월까지, 전편성이 영자 로고 표기가 들어갔다.

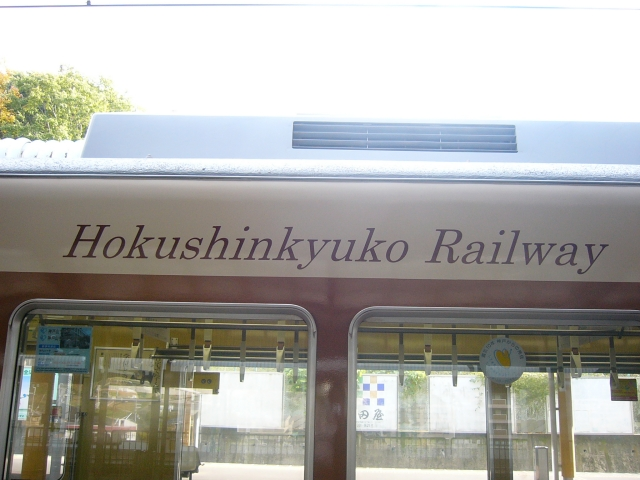
측면 알파벳 로고

2014년 12월 1일부터 2015년 1월 16일에 걸쳐, 차내의 객실등·승무원 실등을 형광등에서 LED로 변경했다.
냉방장치의 교환도 행해져, 2018년의 7053F를 가지고 전편성의 교환이 완료되었다[12].
제어 장치 업데이트
2015년도부터 기기 갱신 공사가 실시되어, VVVF 제어 장치가 GTO 소자로부터 풀 SiC-MOSFET 소자로 교환되고 있다[11]. 주전동기의 출력에는 변경은 없지만, 개방형에서 전체 밀폐형으로 환장되어 보조전원장치(SIV)는 140kVA의 GTO에서 150kVA의 IGBT로 변경되었다. 갱신차는 형식을 변경해 7000-A계 또는 7000-C계가 되었지만 [14][2], 차량 번호의 변경은 없다. 2016년 1월 31일에 제1편성의 7051F의 6량이 준공했다.
이후에도 계속해서 공사가 진행되며, 2016년 12월 16일에 7053F가 [13][16], 2017년 12월 13일에는 7052F가 각각 준공하고 있다. 7052F에서는 목적지 표시기가 풀 컬러 LED화되어 상단에 목적지, 하단에 영어·중국어·한국어 및 목적지의 역 넘버링 표시도 가능하게 되었다[19]. 2018년 9월 21일에는 7054F가, 같은 해 12월 14일에는 7055F가 개조 준공해, 전편성의 갱신·형식 변경이 완료했다.

## 운행 노선
- 호쿠신 급행 전철 호쿠신 선
- 고베 시영 지하철 세이신·야마테 선

## 폐차
고베시 교통국에서는 홈 도어 설치에 맞추어 니시진・야마노테선의 모든 차량을 6000형으로 옮겨놓을 계획이었지만, 2018년 6월 22일 시점에서는 당 형식에 관해서는 치환을 실시하지 않고 계속해 하고 운행할 예정인 것이 북신급행 공식 Facebook에서 발표되고 있었다[24]. 그러나, 2020년(헤이와 2년) 6월 1일에 고베시가 키타진 급행 전철에 관한 자산을 양수해 고베시 교통국의 차량이 되고 이후는 당 형식도 치환의 대상이 되어, 고베시 교통국의 령화 2년도 예산설명서에는 「영화 5년도를 목표로 전차를 6000형으로 갱신한다」는 취지가 기술되어 있다. 2023년도에 6000형 1편성으로 대체되어 형식 소멸이 될 예정이며 , 2022년 6월 10일의 다이어 개정으로 2편성이 운용 이탈, 남은 3편성도 2023년 8월 18일 다이아몬드 개정으로 정기 운행을 종료했다.

## 편성표
4호차(7550형)는 여성전용차량입니다
|      |      | ←세이신 중앙 | ←세이신 중앙 | ←세이신 중앙 | 다니가미→ | 다니가미→ | 다니가미→ | 개조 시기        | 당초 반출 시기                             |
| ---- | ---- | ------------ | ------------ | ------------ | --------- | --------- | --------- | ---------------- | ------------------------------------------ |
| 호차 | 호차 | 1            | 2            | 3            | 4         | 5         | 6         | 개조 시기        | 당초 반출 시기                             |
| 편성 | 1    | 7051         | 7501         | 7601         | 7551      | 7511      | 7151      | 2016년 1월 31일  | 2023년 6월 24일 (1호차의 전면은 저장 차량) |
| 편성 | 2    | 7052         | 7502         | 7602         | 7552      | 7512      | 7152      | 2017년 12월 13일 | 2023년 8월 1일                             |
| 편성 | 3    | 7053         | 7503         | 7603         | 7553      | 7513      | 7153      | 2016년 12월 16일 | 2023년 10월 11일                           |
| 편성 | 4    | 7054         | 7504         | 7604         | 7554      | 7514      | 7154      | 2018년 9월 21일  | 2023년 10월 15일                           |
| 편성 | 5    | 7055         | 7505         | 7605         | 7555      | 7515      | 7155      | 2018년 12월 14일 | 2023년 10월 25일                           |

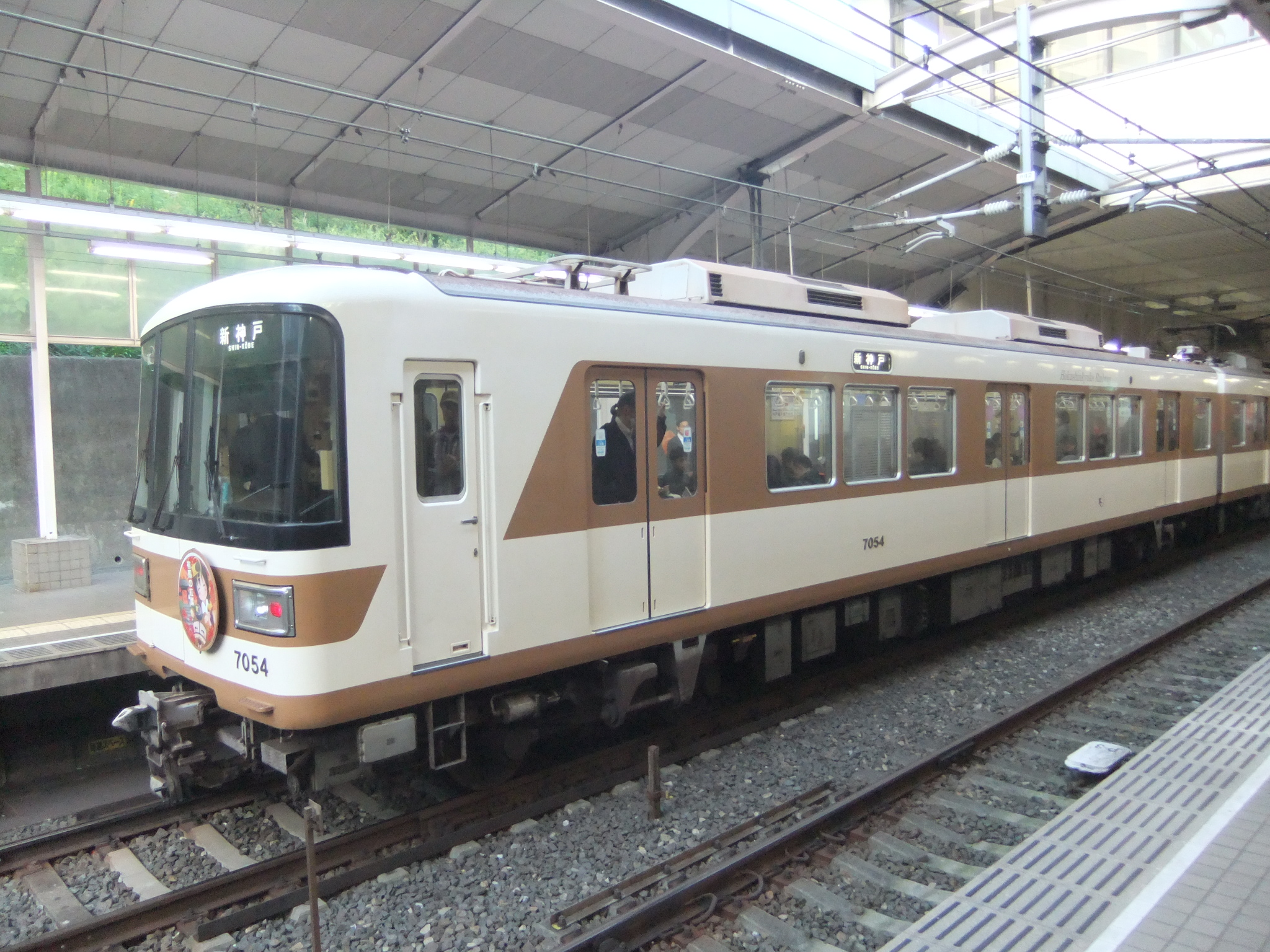
1호차(7050형)
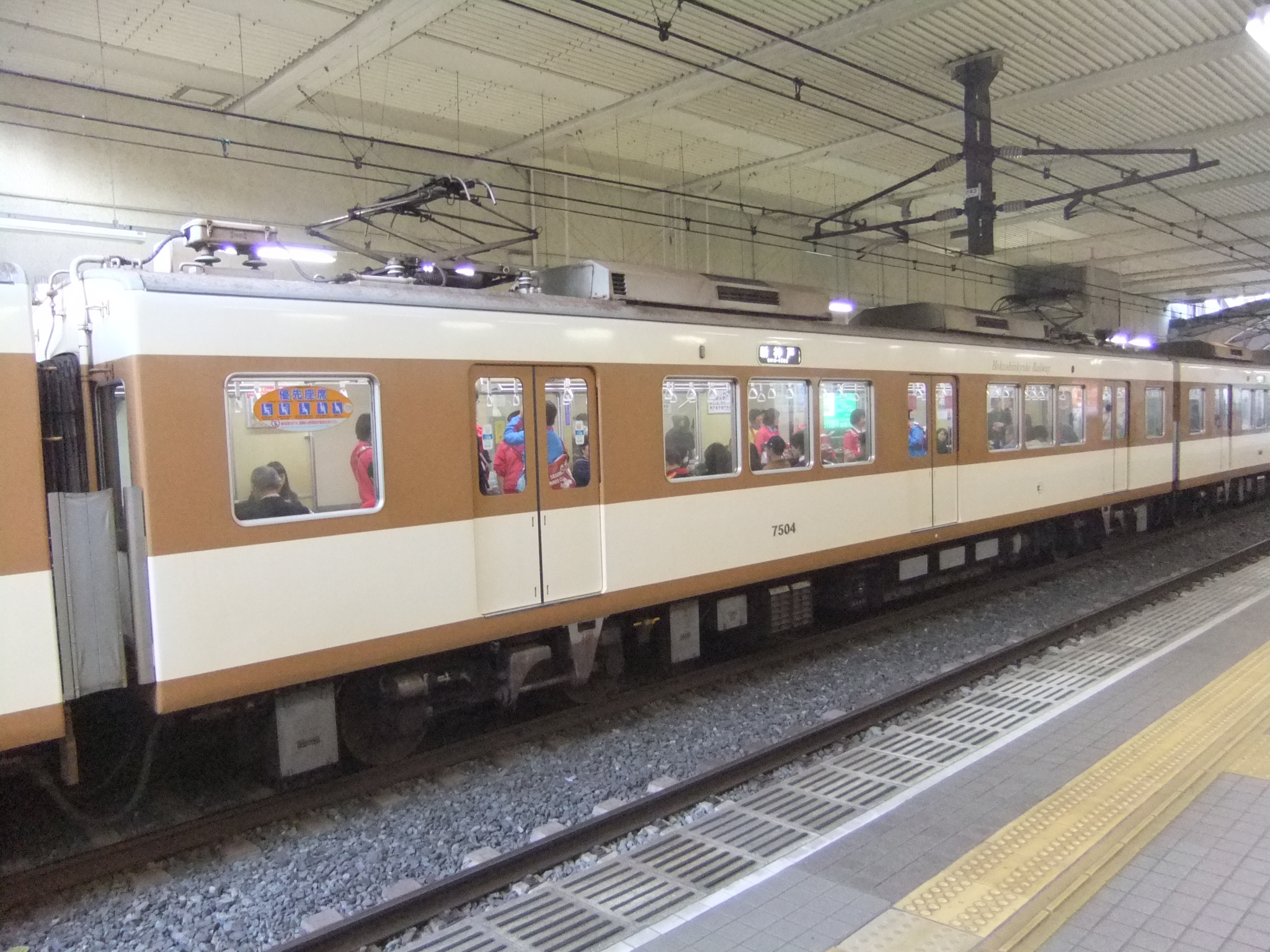
2호차(7500형)
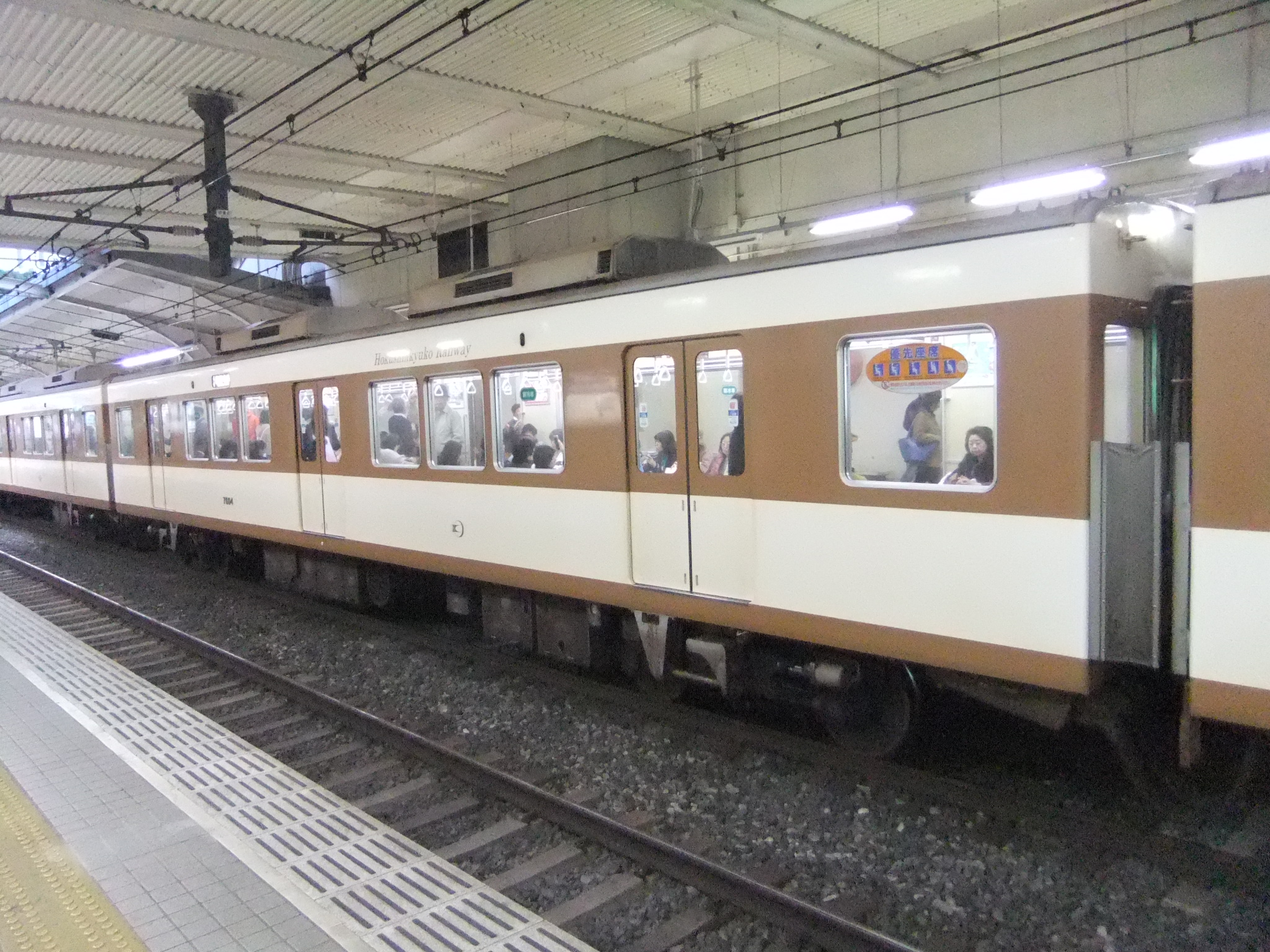
3호차(7600형)
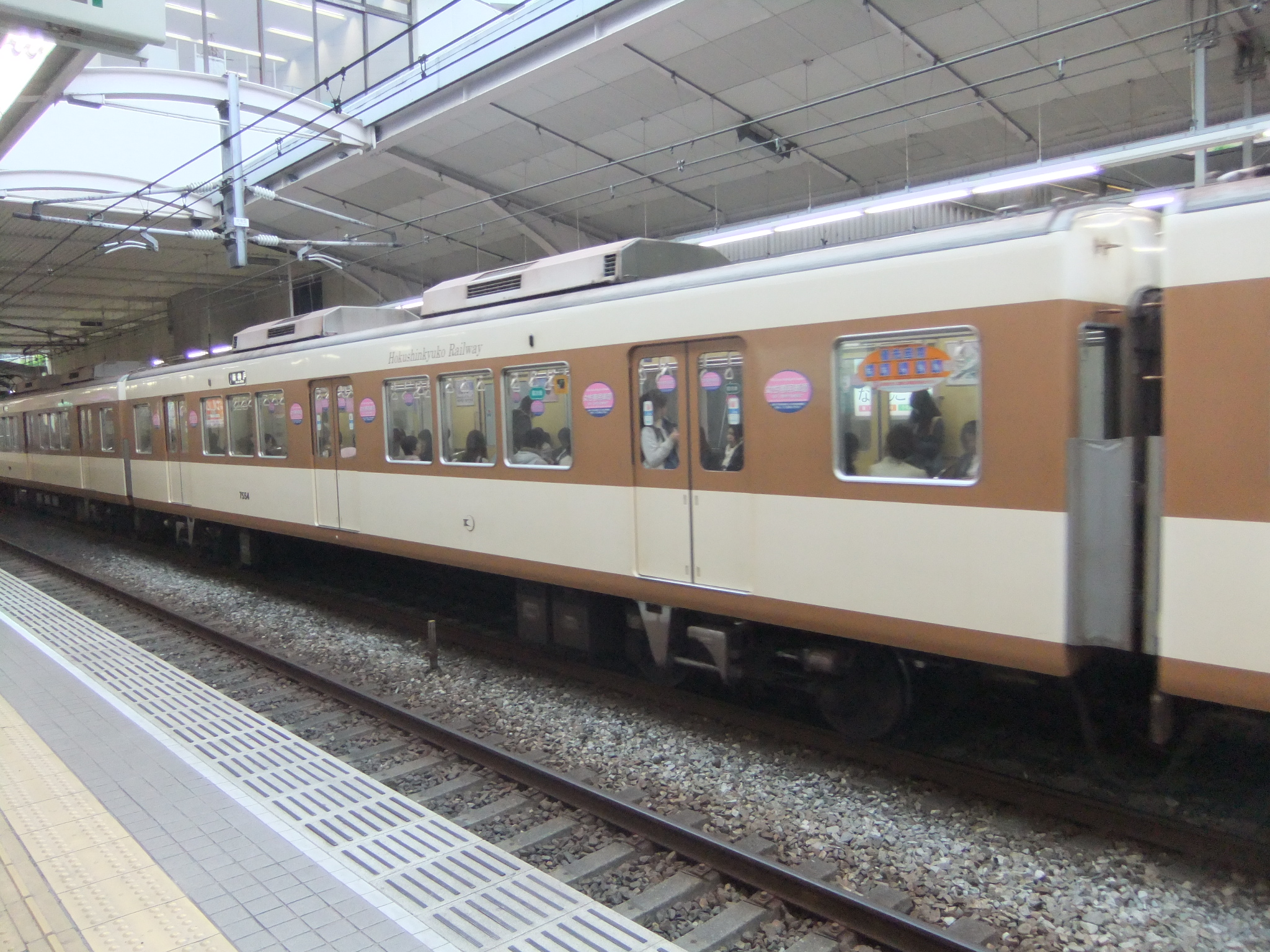
4호차(7550형)
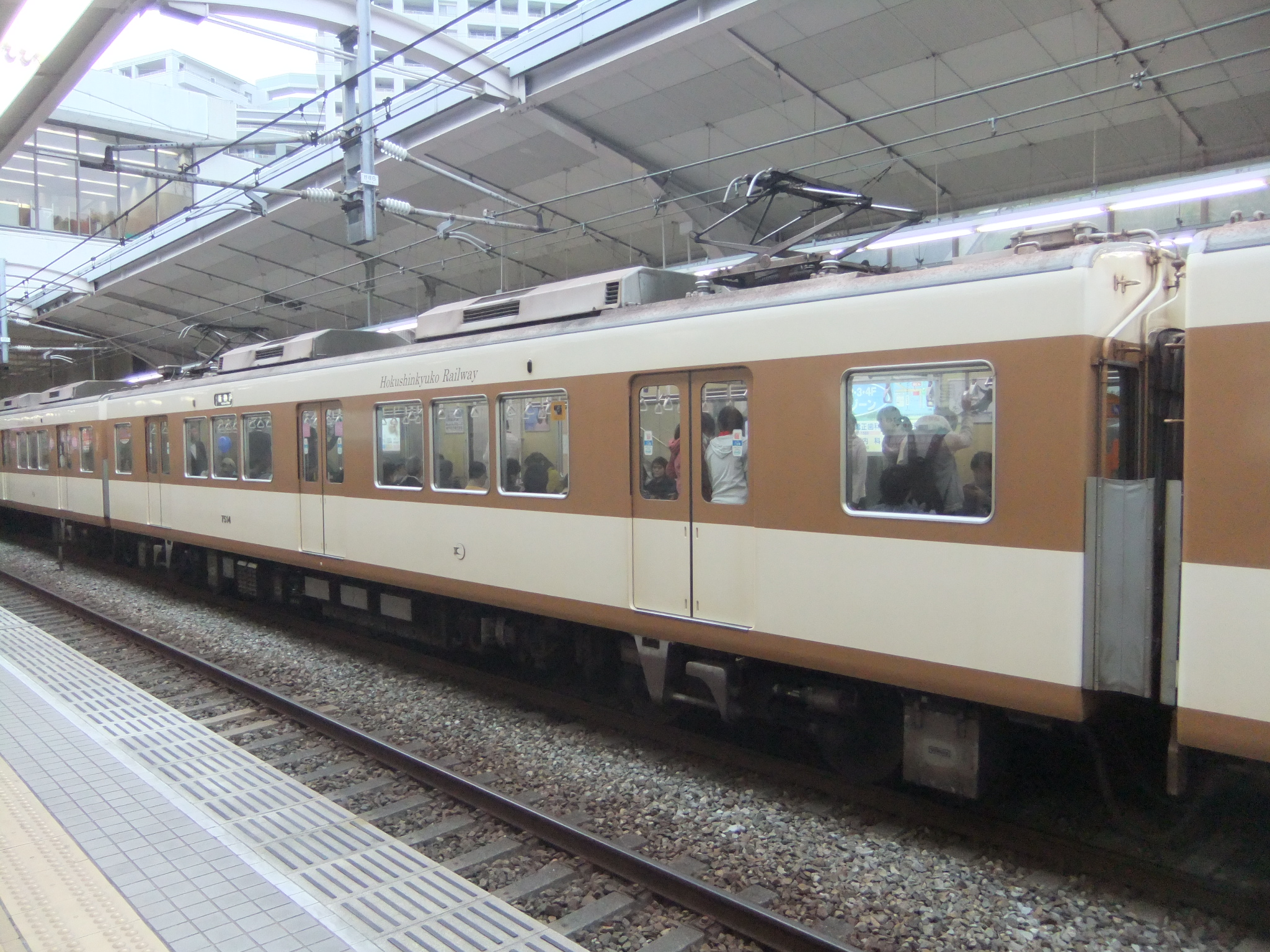
5호차(7510형)
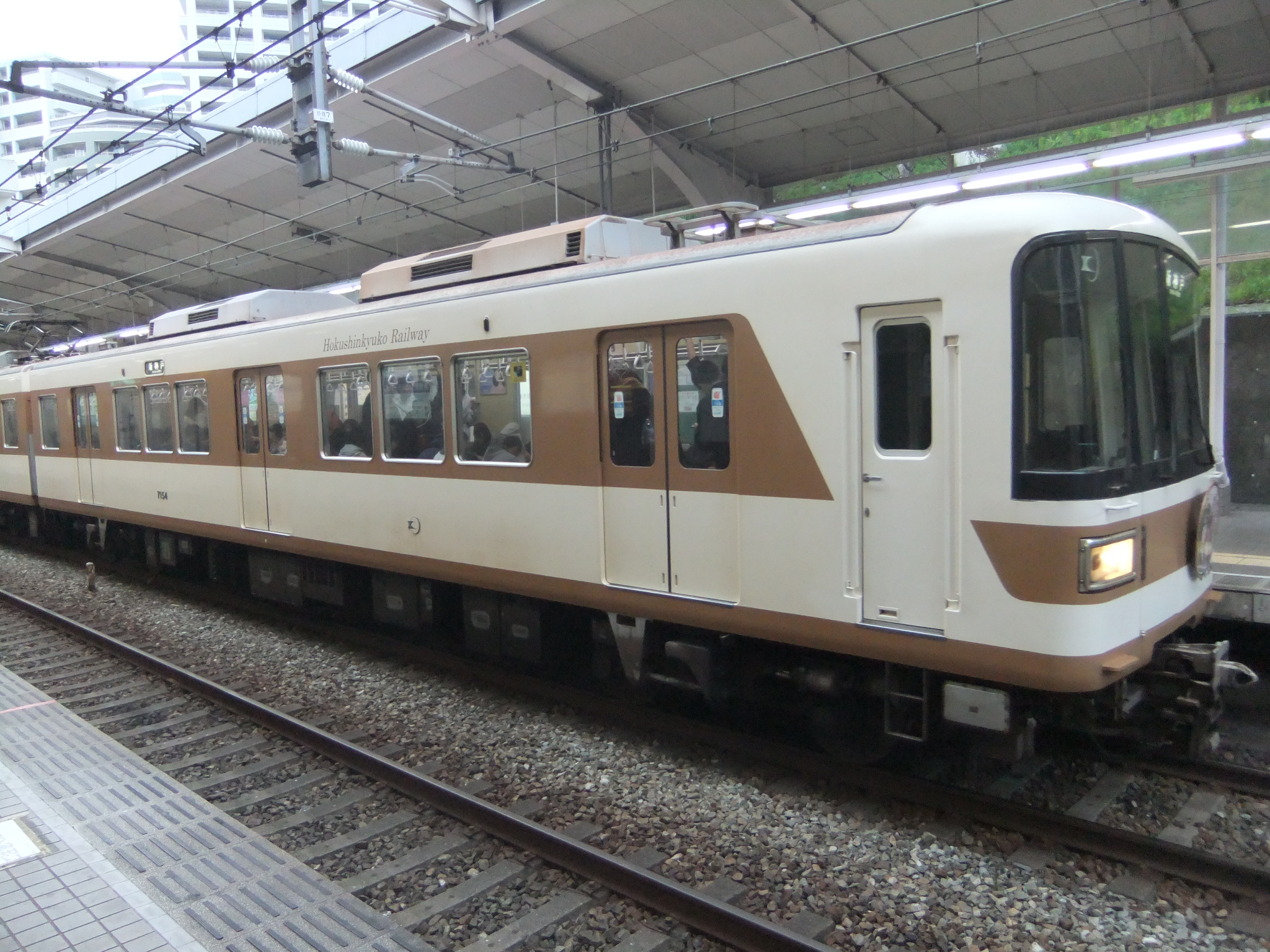
6호차(7150형)

## 사진

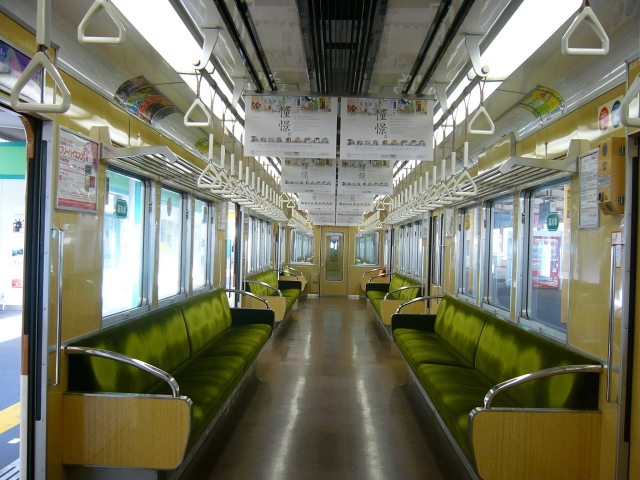
차내
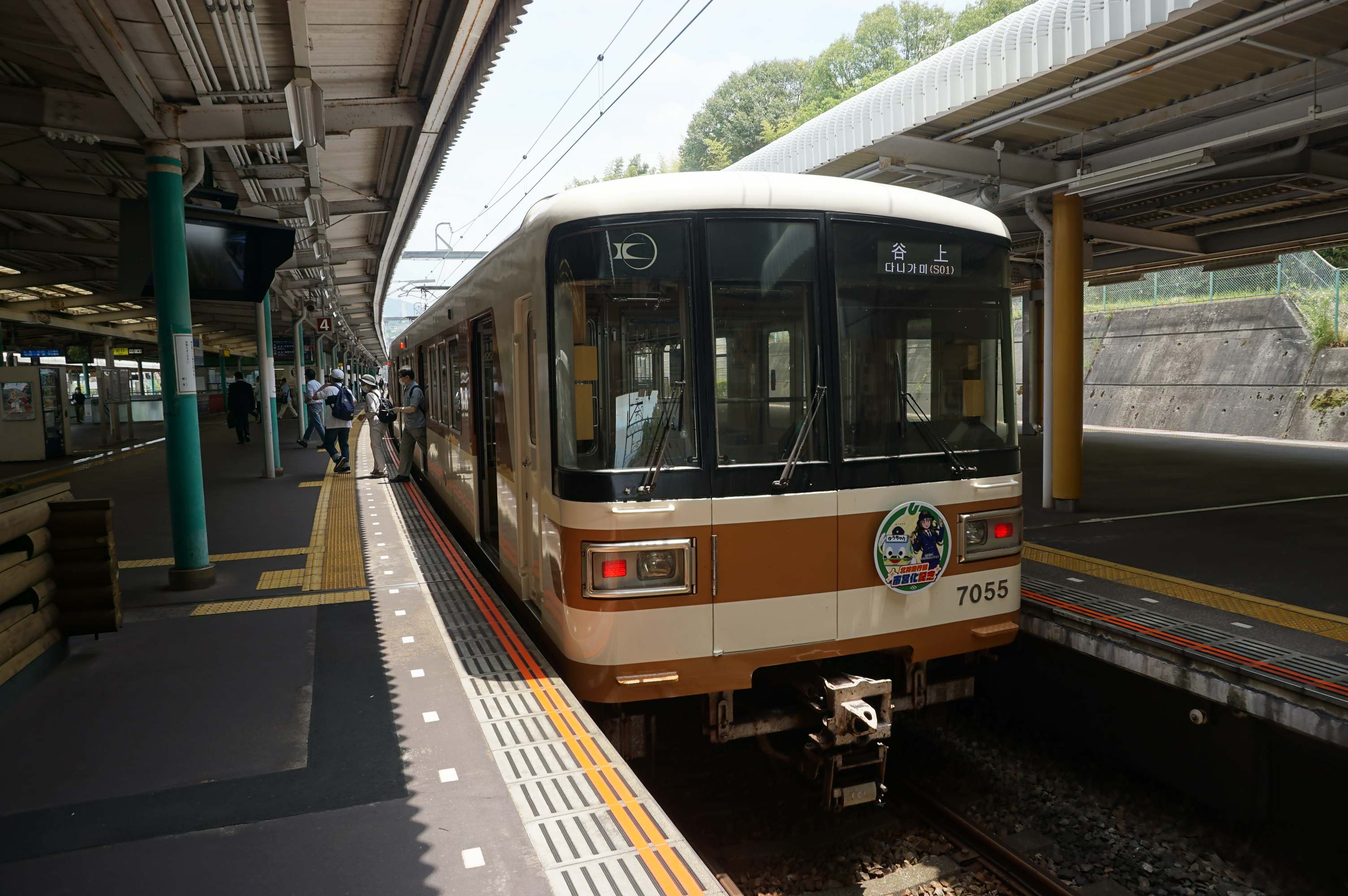
목적지 표시기가 풀 컬러 LED로 개조된 후 7055호차

## 저장
7051F의 7051호차의 전두부(컷 모델)가 묘다니 차량 기지의 실내에 보존되어 있다.

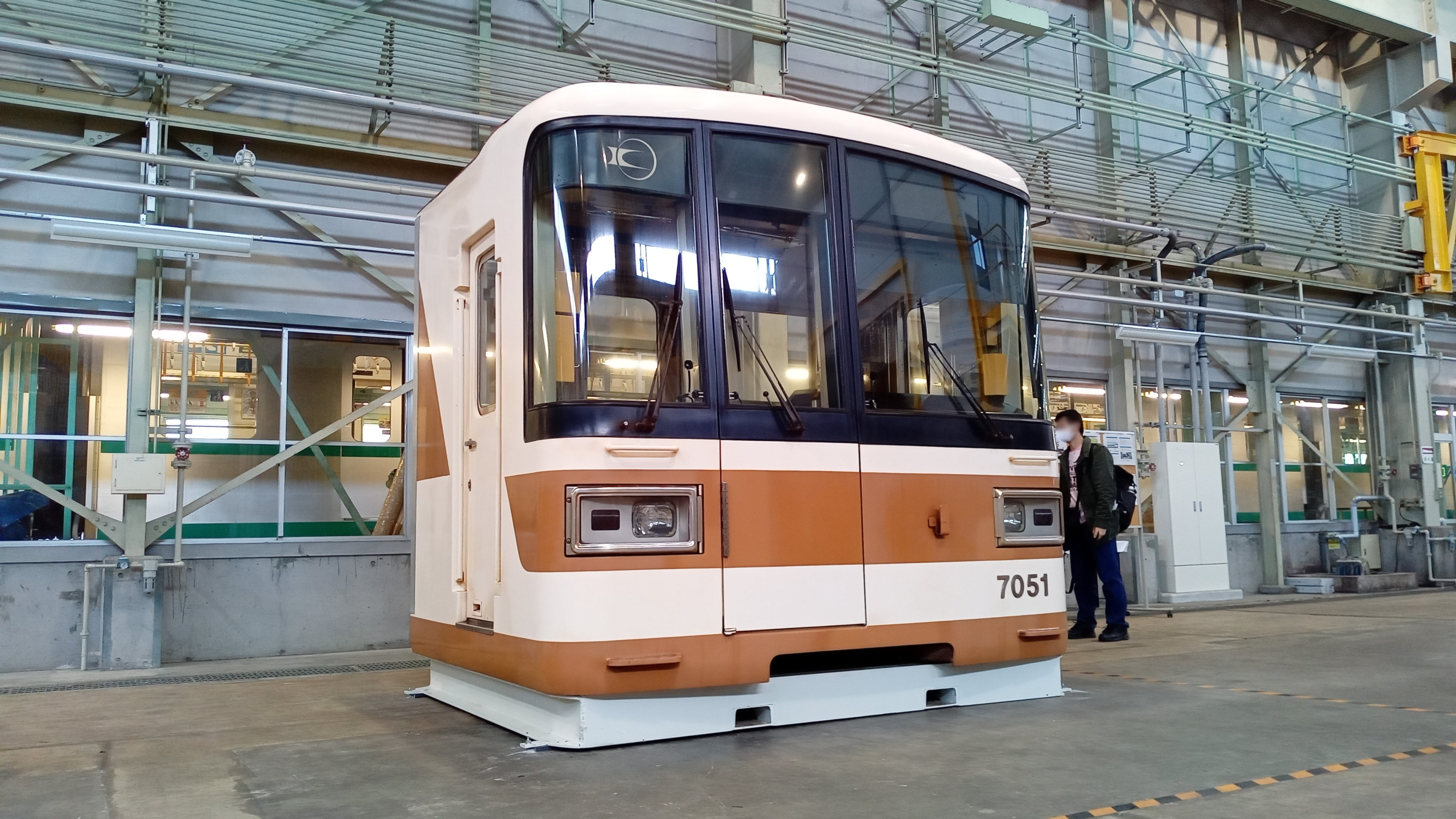
저장 차량